# Nová Ves u Bakova

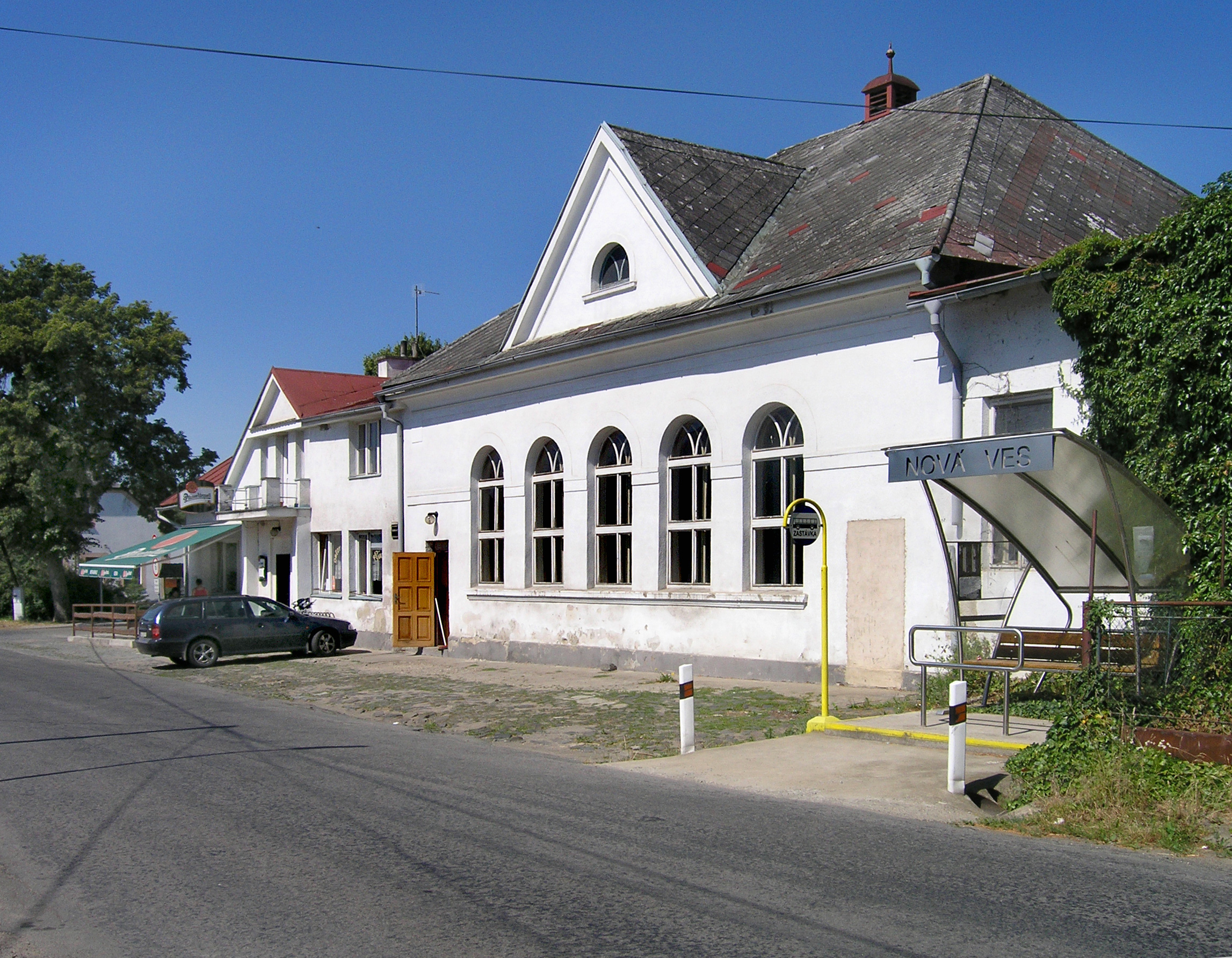
Die Gaststätte

Nová Ves u Bakova ist eine Gemeinde mit 232 Einwohnern im Okres Mladá Boleslav, Tschechien. Sie befindet sich am Rand des ehemaligen Truppenübungsplatzes Ralsko. Ein Teil des Gemeindelandes steht unter Naturschutz.

## Geographie
Der Ort liegt im Tal der Jizera zwischen Bakov nad Jizerou und Ptýrov. Das Gemeindegebiet umfasst 367 ha, 247 davon sind mit Wald bedeckt. Das Dorf durchfließt der kleine Fluss Bělá, der etwa einen Kilometer weiter südlich in die Jizera mündet.

## Geschichte
Die vorgeschichtliche Besiedlung auf dem Gebiet der Gemeinde dokumentieren sieben Urnenfelder aus der späten Bronzezeit, die der Archäologe Eduard Štorch bei Untersuchungen der Region im Jahr 1908 entdeckte. Aus der späten Eisenzeit ist ein einzelnes Grab bekannt.
Die Siedlungsstelle wurde jedoch offenbar aufgegeben. Das heutige Nová Ves ist eine Neugründung der Herren von Zvířetice aus der zweiten Hälfte des 16. Jahrhunderts, die erste schriftliche Erwähnung stammt aus dem Jahr 1608. Die Bewohner waren den Herren der nahen Burg Zvířetice zu Frondiensten bei Bewirtschaftung von Fischteichen und der Mühle im benachbarten Ort Malá Bělá verpflichtet. Im Dreißigjährigen Krieg kam das Dorf in den Besitz des Geschlechtes der Waldstein. Bis zum Ende des 20. Jahrhunderts war es der Stadt Bakov nad Jizerou zugehörig. Seit 1990 ist Nová Ves eine selbständige Gemeinde.

## Sehenswürdigkeiten
Einen großen Teil des Gemeindegebietes nimmt der Wald Lovotín ein. Es ist der östlichste Ausläufer eines zusammenhängenden Waldgebietes, das sich auf dem Gelände des ehemaligen militärischen Sperrgebietes Ralsko ausbreitet und durchgehend bis zu der 30 km nordwestlich entfernten Stadt Mimoň erstreckt. Der Wald wird forstwirtschaftlich und zur Jagd genutzt. Das Jagdgehege vereint Lovotín und das benachbarte Revier Klokočka; es ist 507 ha groß und befindet sich im staatlichen Besitz. Die Westgrenze des Lovotíner Waldes bildet das Tal der Rokytka. Die feuchte Niederung dieses nicht regulierten Baches ist seit 1949 als Nationales Naturdenkmal Rečkov unter Naturschutz gestellt. Das Schutzgebiet ist 3,45 ha groß und weist neben anderen gefährdeten Pflanzenarten das größte Vorkommen des Sibirischen Goldkolbens (Ligularia sibirica) in der Tschechischen Republik aus.